# Stenoprora adelopis
Stenoprora adelopis är en fjärilsart som beskrevs av Oswald Beltram Lower 1903. Stenoprora adelopis ingår i släktet Stenoprora och familjen nattflyn. Inga underarter finns listade i Catalogue of Life.